# グジャラート・スルターン朝

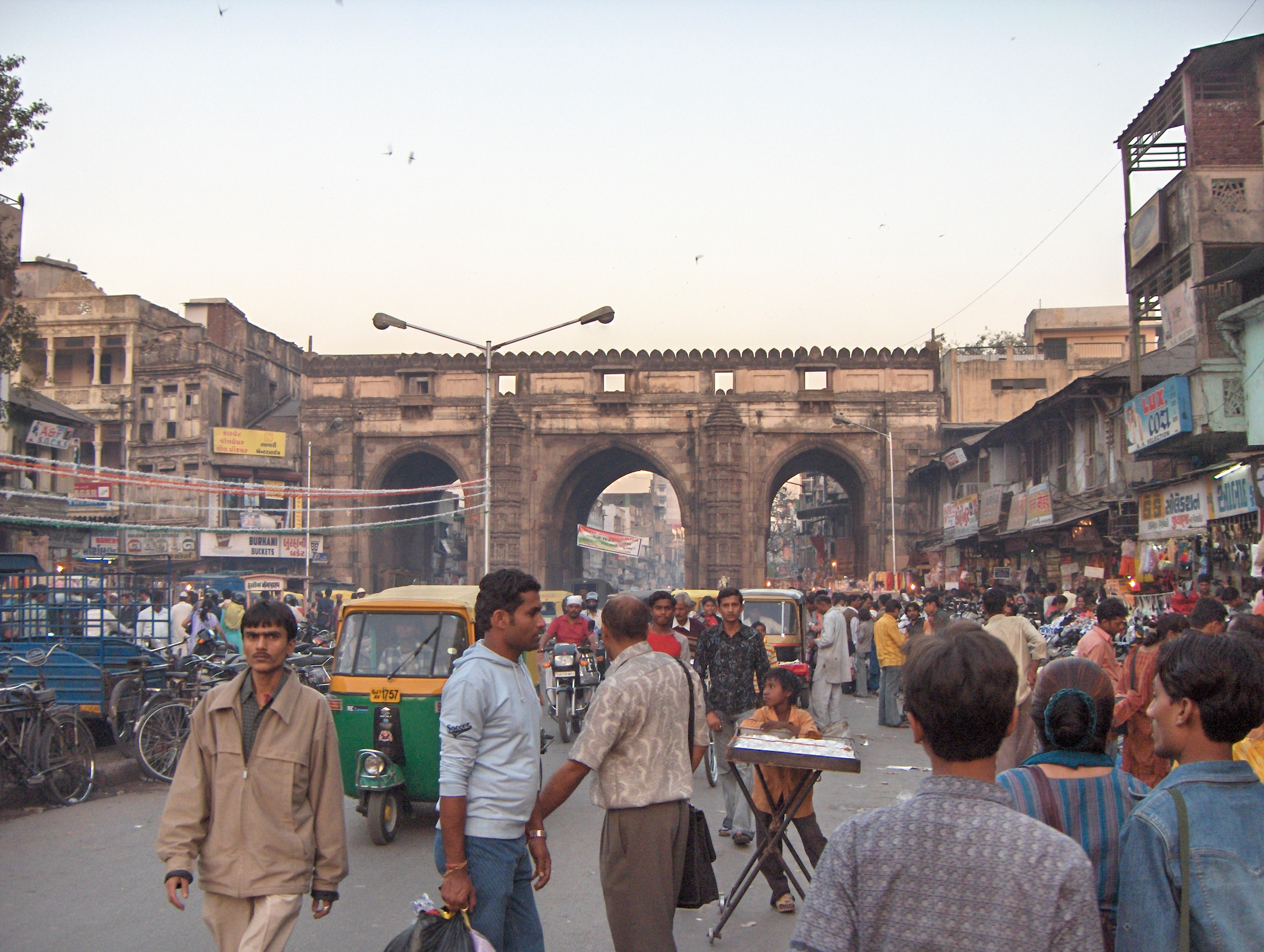
アフマダーバードのティーン・ダルワーザー

グジャラート・スルターン朝
سلطنت گجرات (ペルシア語)

1525年のグジャラート・スルターン朝の版図（白）

グジャラート・スルターン朝（グジャラート・スルターンちょう、グジャラーティー語：ગુજરાતની સલતનત、英語：Gujarat Sultanate）は、インドのグジャラート地方に存在したイスラーム王朝（1407年 - 1573年）。グジャラート王国、アフマド・シャーヒー朝、ムザッファル・シャーヒー朝とも呼ばれる。

## 歴史
1398年、デリー・スルタン朝のトゥグルク朝末期、ティムールの北インド侵略によりデリーでは100,000人が虐殺され、トゥグルク朝の権威は地に落ちた。
その後、グジャラート総督ムザッファル・ハーンはトゥグルク朝から独立の動きを見せ、1407年にトゥグルク朝への忠誠と納税を拒否し、グジャラート・スルターン朝を創始した。
1411年、ムザッファル・シャー1世（在位1407年 - 1411年）は治世4年で死亡し、その孫で第2代の王アフマド・シャー1世が新たな王となった。アフマド・シャー1世は1413年にその名を冠した都市アフマダーバードを建設し、パータンからそこへ遷都し、この都市は大いに繁栄した。また、アフマド・シャー1世は行政を改革し、マールワー・スルターン朝やバフマニー朝と争い、王国の領土を拡大した。アフマド・シャー1世の治世、グジャラート王国の基礎は固まり、王国はその名をとってアフマド・シャーヒー朝とも呼ばれるようになった。
その孫で第6代の王マフムード・ベガルハ（マフムード・シャー1世）も有能な君主であり、その名の「ベガル」とは「2つの都市」を意味し、これは彼の代に新たに征服されたチャーンパーネールとジュナーガドの2つを指す。
グジャラート・スルターン朝はアフマド・シャー以来の繁栄が続き、インド西海岸のキャンベイ湾を中心に交易でにぎわい、カンベイはマラバール地方の都市カリカットと並んで栄えた。また、王国はインド洋交易に従事する商人の活動を規制、統制することなく、ボーラと呼ばれたムスリム商人やバニヤーと呼ばれたヒンドゥー教徒やジャイナ教徒の商人が積極的に交易に参加し、グジャラート地方の綿布はアラビア海岸の都市や東南アジアに大量に輸出された。
しかし、1498年にポルトガルの航海者ヴァスコ・ダ・ガマがカリカットに来航すると、16世紀初頭ポルトガル勢力が進出してインド洋交易の支配を目指すようになり、地方勢力と利権をめぐりたびたび衝突するようになった。
こうして、1509年2月3日にグジャラート王国の総督でありディーウ島の領主、カリカットの領主ザモリン、エジプトのマムルーク朝の連合艦隊と、ポルトガルのインド総督アルメイダ（1450頃～1510）率いるポルトガル艦隊がディーウ沖で激突した（ディーウの戦い）。
連合軍は圧倒的な艦隊を保持していたにもかかわらず、ポルトガルの巧みな戦術に敗北し、ポルトガルは紅海、アラビア海などインド洋の支配権を獲得した。
その後、マフムード・ベガルハはポルトガルとの講和を考えるようになり、ポルトガルにディーウ島に商館を建てることを許している。
その孫で第10代の王バハードゥル・シャー（位1526～37）も有能で、1531年にマールワー・スルターン朝を滅ぼした。
1500年代、北インドでは、ムガル帝国やアフガン系スール族のなどが勢力が割拠しており、グジャラート王国もそれらと争っていた。1535年、バハードゥル・シャーはムガル帝国の皇帝フマーユーンと戦い敗れたが、同年フマーユーンはアフガン系スール族の族長シェール・ハーンと戦うため撤退したので、バハードゥル・シャーは一命を取り留めた。
しかし、1537年2月、バハードゥル・シャーはムガル帝国に対抗するためにディウ島のポルトガル総督と交渉していたが、そのさなか彼は海に落とされて溺死させられた。アクバルの伝記である「アクバル・ナーマ」にはその挿絵がある。
そののち、グジャラート王国の王統は続いたものの、地方では有力者が割拠し王権は衰退した。
こうした混乱により、1573年にムガル帝国の攻撃により王国の首都アフマダーバードが陥落し、グジャラート王国は滅亡した。